# ایبن یایله
ایبن یایله (دانمارکی: Iben Hjejle؛ دانمارکی: [ibən jɑjlɐ]؛ زادهٔ ۲۲ مارس ۱۹۷۱) هنرپیشه اهل دانمارک است. او از سال ۱۹۹۲ میلادی تاکنون مشغول فعالیت بوده‌است.
از فیلم‌هایی که در آن نقش داشته می‌توان به رئیس همه، اسکاژراک، واپسین سرود میفونه، وفاداری بزرگ، نورهای سوسوزننده، دلقک، چری، یولیه و اکلیپس اشاره کرد.